# 科学技術省 (タイ)
科学技術省 (タイ語:กระทรวงวิทยาศาสตร์และเทคโนโลยี、英語：Ministry of Science and Technology 英語略：MOST）は、タイ王国政府の省の一つ。1979年に設置。

## 概要
科学技術省は、科学技術の計画策定、奨励、発展について担当する省である。内閣の閣僚である科学技術大臣が省の長となる。

## 歴史
科学技術省は、1976年発足のターニン政権の時に設置された科学技術計画審議小委員会によって『科学技術エネルギー省』として設置を提言されたが、政権が変わり、実施されなかった。
のちに1977年からクリエンサック政権となった際に、1979年3月24日、ターニン政権から命名権を受け継ぐ形で『科学技術エネルギー省』として設置。さらにその後、1982年4月4日、『科学技術環境省』と改称する。2002年にタクシン政権により省庁再編が行われ、現在の科学技術省に改称された。
2018年10月24日、タイ内閣は『高等教育・科学・研究・イノベーション省』の設立を承認した。この新しい省は、科学技術省、高等教育委員会（OHEC）、タイ国立研究評議会、タイ研究基金を統合する形で設立することが決定する。同省には、スウィット・メーシンシー（当時は科学技術大臣）が長官として就任することとなった。同省の使命は、「先端技術の開発、研究開発の効率化、タイランド4.0政策の支援、そして人材育成」である。政府は、新省の初年度である2019年度に970億バーツの予算を割り当てた。
2019年5月1日、タイ官報は2562BEの省庁・局・部局改善法（第19号）を公布し、翌5月2日に発効。これにより科学技術省は解散し、同日からこの省に代わって、高等教育・科学・研究・イノベーション省が始動されることとなった。

## 所在地
バンコク ラーチャテーウィー区 トゥンパヤータイ地区 ラーマ6世通り 75/47 （ 75/47 ถนนพระราม 6 แขวงทุ่งพญาไท เขตราชเทวี กรุงเทพฯ 10400
）

## 部局

### 事務
- 大臣官房
- 次官事務局

### 内部部局
- 科学サービス局 （กรมวิทยาศาสตร์บริการ）
- 原子力平和利用事務局 （สำนักงานปรมาณูเพื่อสันติ）

## 省関連の国営事業
- タイ科学技術研究所（TISTR）
- タイ国立科学博物館機構

## 省監督下の独立機関
- タイ国立科学技術開発庁 （NSTDA）
- タイ国家計量標準機関（NIMT）
- タイ国家科学技術・イノベーション政策委員会事務局（สำนักงานคณะกรรมการนโยบายวิทยาศาสตร์เทคโนโลยีและนวัตกรรมแห่งชาติ）（STI）

## 省関連の公共機関
- タイ地理情報・宇宙技術開発機関（GISTDA）
- タイ国立天文学研究所（NARIT）
- タイ国家原子力技術研究所（TINT）
- タイ・シンクロトロン光研究所(SLRI、またはNSRC)
- タイ水産農業資源情報研究所 （สถาบันสารสนเทศทรัพยากรน้ำและการเกษตร）（HAII）
- タイ国家イノベーション庁（NIA）
- タイ国家科学実験所 （สถาบันปฏิบัติการวิทยาศาสตร์แห่งชาติ）